# Paris-Roubaix 1911
La 16e édition de la course cycliste Paris-Roubaix a eu lieu le 16 avril 1911 et a été remportée pour la troisième année consécutive par le Français Octave Lapize (nouveau record).

## Classement final
|    | Cycliste             | Équipe       | Temps |
| -- | -------------------- | ------------ | ----- |
| 1  | Octave Lapize        | La Française |       |
| 2  | Alphonse Charpiot    | -            |       |
| 3  | Cyrille van Hauwaert | La Française |       |
| 4  | Gustave Garrigou     | Alcyon       |       |
| 5  | René Vandenberghe    | Alcyon       |       |
| 6  | Georges Passerieu    | La Française |       |
| 7  | Georges Triboulard   | -            |       |
| 8  | Constant Niedergang  | -            |       |
| 9  | Maurice Leturgie     | Automoto     |       |
| 10 | Eugène Dhers         | -            |       |